# Параибану

Параибану на карте штата.

Параибану (порт. Paraibano) — муниципалитет в Бразилии, входит в штат Мараньян. Составная часть мезорегиона Восток штата Мараньян. Входит в экономико-статистический микрорегион Шападас-ду-Алту-Итапекуру. Население составляет  20 103 человека на 2010 год. Занимает площадь 530,517 км². Плотность населения — 37,89 чел./км².

## Демография
Согласно сведениям, собранным в ходе переписи 2010 г. Национальным институтом географии и статистики (IBGE), население муниципалитета составляет:
| Полное население                               | Полное население                               | Полное население                               | Полное население                               | 20 103 |
| ---------------------------------------------- | ---------------------------------------------- | ---------------------------------------------- | ---------------------------------------------- | ------ |
| в том числе:                                   | Городское население                            | 15 746                                         | Процент городского населения, %                | 78,33  |
|                                                | Сельское население                             | 4357                                           | Процент сельского населения, %                 | 21,67  |
|                                                | Мужское население                              | 9878                                           | Процент мужского населения, %                  | 49,14  |
|                                                | Женское население                              | 10 225                                         | Процент женского населения, %                  | 50,86  |
| Плотность населения, чел/км²                   | Плотность населения, чел/км²                   | Плотность населения, чел/км²                   | Плотность населения, чел/км²                   | 37,89  |
| Население муниципалитета в % к населению штата | Население муниципалитета в % к населению штата | Население муниципалитета в % к населению штата | Население муниципалитета в % к населению штата | 0,31   |

По данным оценки 2016 года, население муниципалитета составляет 20 892 жителя.

## История
Город основан 6 января 1953 года. 

## Статистика
- Валовой внутренний продукт на 2003 год составляет 29 807 000,00 реалов (данные: Бразильский институт географии и статистики).
- Валовой внутренний продукт на душу населения на 2003 год составляет 1575,00 реалов (данные: Бразильский институт географии и статистики).
- Индекс развития человеческого потенциала на 2000 год составляет 0,592 (данные: Программа развития ООН).